# Marc Fierens
Marc Fierens (Rotselaar, 1956) is norbertijn en de 53e abt van de abdij van Averbode.

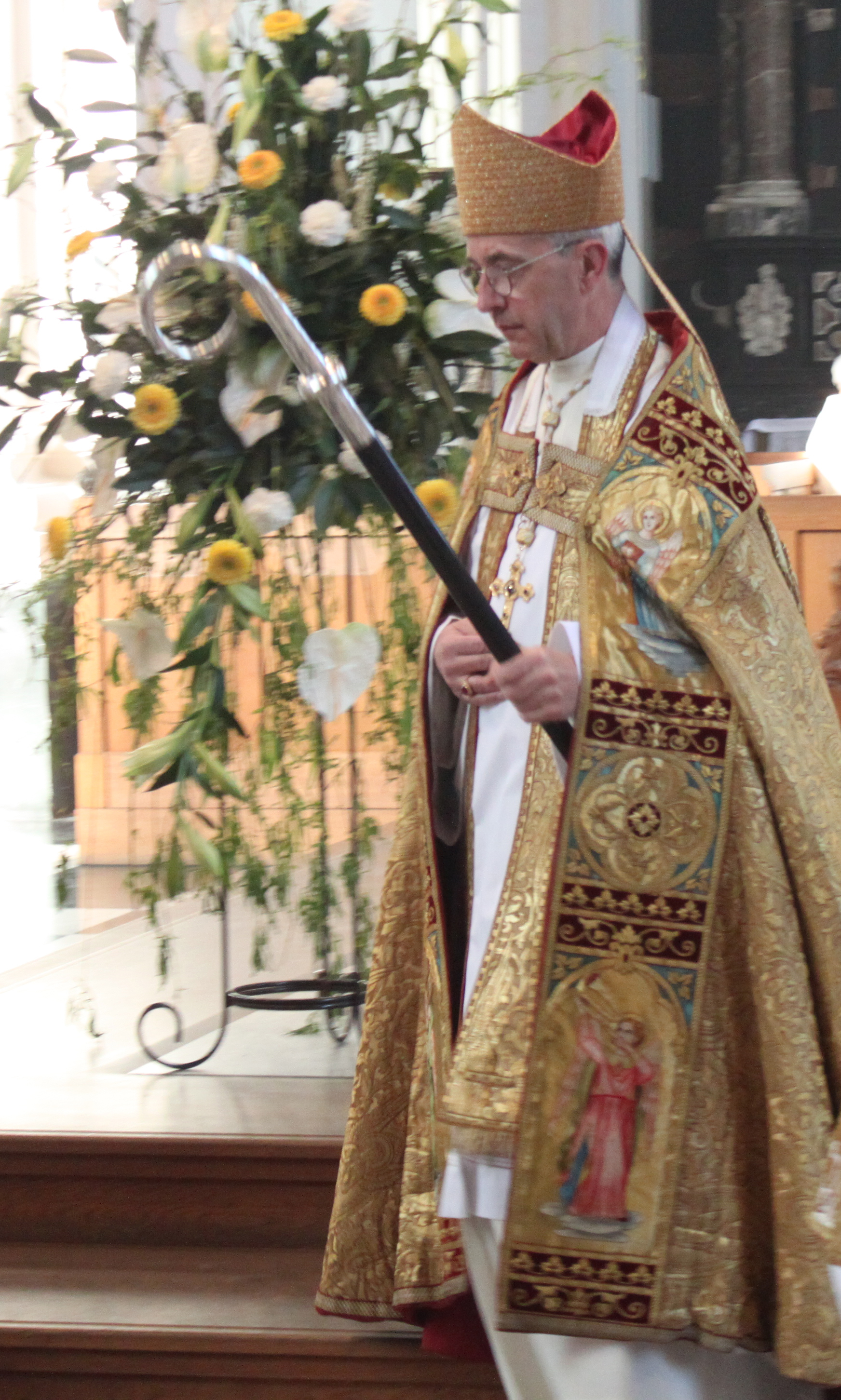
Marc Fierens bij het verlaten van de kerk na de pontificale vespers op paaszondag 2019

## Biografie
Marc Fierens groeide op in Rotselaar, waar hij les volgde aan het Montfortcollege. Thuis was hij enig kind. De vader van een klasgenoot was veearts op de boerderij van de abdij van Averbode en in het laatste jaar van zijn middelbare studies ging Marc Fierens een keer mee naar de abdij. Dit leidde tot zijn beslissing om in 1974, onmiddellijk na zijn middelbare studies in te treden in de abdij, op 17-jarige leeftijd. Zijn professie legde hij af in 1976. Intussen was hij begonnen aan zijn priesterstudies en moest hij ook nog een jaar legerdienst doen. In 1982 werd hij priester gewijd. Later werd Fierens novicemeester en cellier in de abdij en docent filosofie in Agripo, de priesteropleiding voor norbertijnen (Agripo is het letterwoord voor Averbode, GRImbergen en POstel). In 2010 werd Fierens provisor, verantwoordelijk voor materiële zaken binnen de abdij. Op 8 februari 2018 verkoos de abdijgemeenschap Fierens tot nieuwe abt van Averbode. Op zondag 11 maart 2018 werd hij door kardinaal Jozef De Kesel tot abt gewijd. Hij volgde Jos Wouters op.